# 桜環境センター

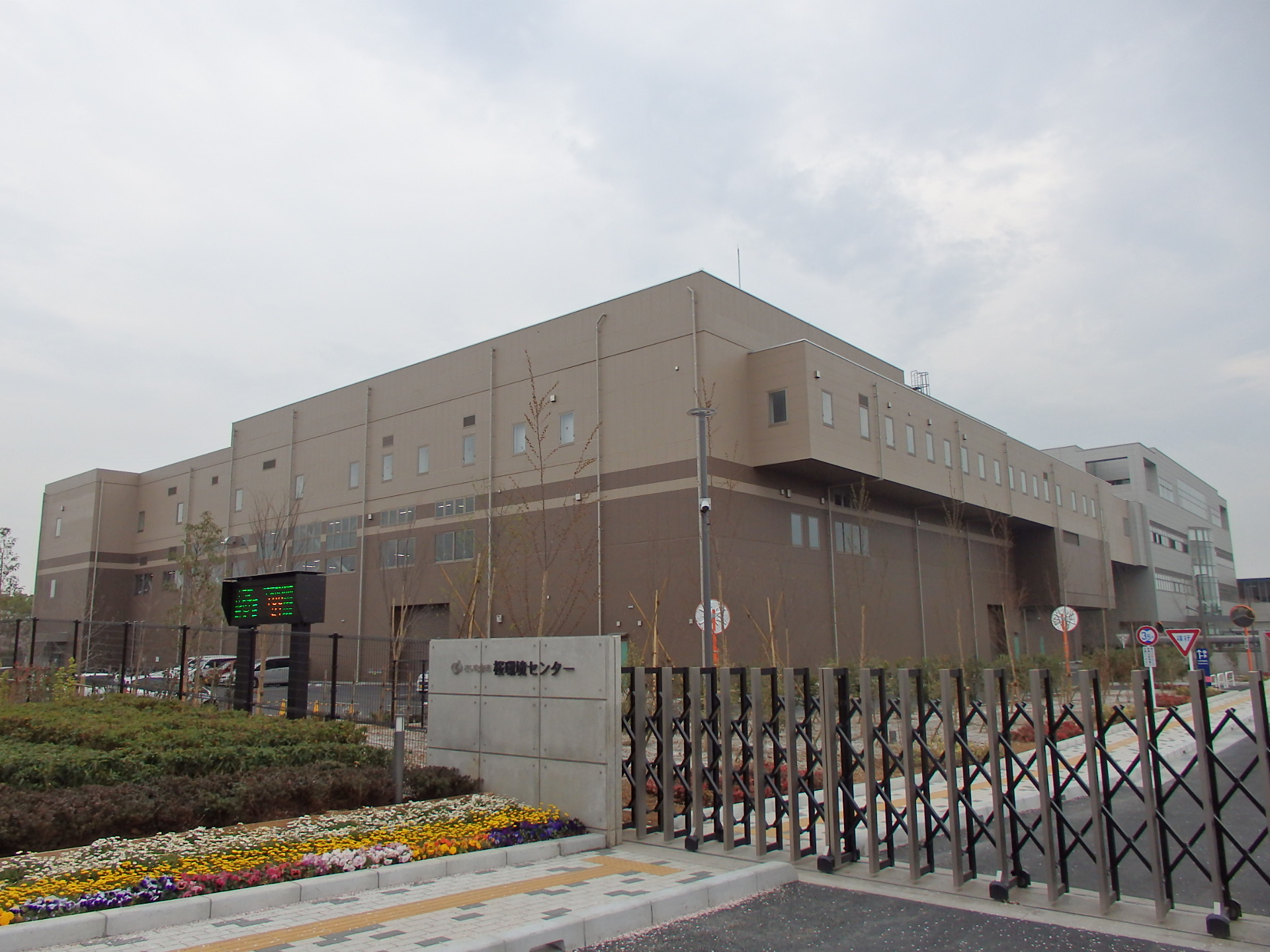
桜環境センター

桜環境センター（さくらかんきょうセンター）は、埼玉県さいたま市桜区にある清掃工場である。余熱体験施設として露天風呂やサウナが設置され、レストランも併設されている。

## 沿革
- 2011年度 - 2002年に閉鎖したクリーンセンター与野の代替施設として着工。下水道の普及により規模を縮小したクリーンセンター西堀（屎尿処理施設。通称は西堀清肥場）の余剰となった敷地を転用し、敷地北側のグラウンドとなっていたかつての終末処分場の跡地を加えて建設。終末処分場跡地の埋設廃棄物の処理、旧清肥場建物・タンクの解体が行われ、更地化した後に新クリーンセンターを建設した。
- 2015年（平成27年）4月1日 - オープン。老朽化したクリーンセンター大崎第1工場と岩槻環境センター（焼却処理施設のみ）および鈴谷清掃工場（1939年開設の焼却処理施設で、1984年以降はリサイクル処理施設として稼働）の機能を集約した。

## 熱回収施設、リサイクルセンター
ゴミを燃焼し、発生した熱を発電や余熱利用する。処理能力は380トン/日（190トン/日×2炉）。発電出力は最大8,500キロワット。

## 環境啓発施設
管理棟1、2階にある。3Rディスカバリーハウス、衣類や小物を次の利用者に引き継ぐ3Rマーケット、さくらラボやビオトープを活用した環境啓発プログラムを行っている。

## 余熱体験施設
管理棟3、4階にある。ごみ処理の熱エネルギーを利用して健康の維持および増進を目的に温浴設備を設置している。大浴場、露天風呂、サウナ、ウォーキングプール、岩盤浴、大広間、レストラン、娯楽室、トレーニングルーム、マッサージルームなどの施設がある。

## 所在地
- さいたま市桜区新開4-2-1

## アクセス
- JR埼京線・武蔵野線 武蔵浦和駅西口から武蔵野線 西浦和駅経由で無料送迎バスを運行。
- JR武蔵野線 西浦和駅から徒歩約15分。
- JR京浜東北線 浦和駅西口から国際興業バス「櫃沼」下車徒歩約5分
- JR埼京線  中浦和駅から武蔵野線 西浦和駅経由でさいたま市桜区コミュニティバス「新開自治会館前」下車徒歩約5分